# Філософський зомбі
«Філософський зомбі» (англ. philosophical zombie, також вживаються англ. p-zombie, англ. p-zed) — гіпотетична істота, яка поводиться наче звичайна людина, при цьому в неї відсутні свідомий досвід, кваліа або здатність відчувати. За відсутності цих характеристик філософський зомбі лише симулює їх за зразком звичайних людей. Образ цієї істоти використовується в філософії свідомості як аргумент у суперечках і доказах (так званий «аргумент зомбі») щодо критики біхевіоризму та фізикалізму. Якщо визнавати, що всю діяльність людини може симулювати інша механістична істота, це означає, що й людська діяльність цілковито механістична і духовної складової в ній не існує чи вона не має значення. Якщо ж людську діяльність неможливо повноцінно симулювати, отже існує зв'язок матеріального (фізичного) і духовного (феноменального) світів.

## Історія
Рене Декарт описував тварин як своєрідні механізми, поведінка яких зумовлена взаємодією частинок матерії та законами природи. Аби пояснити, чому поведінка людини відрізняється від поведінки тварин, Декарт запропонував, що людина має також духовну складову, котра взаємодіє з матеріальним тілом через гіпофіз. За міркуваннями Декарта, якби ця взаємодія припинилася, то людське тіло продовжило б рухатися, харчуватися тощо, але не було б здатне на суто людські дії.
Фізикалізм стверджує, що будь-яке явище є результатом матеріальних причин, у тому числі й людська свідомість. Так, Томас Гакслі вважав, що всі фізичні події, в тому числі ті, що складають людську поведінку, можна пояснити в термінах фізичних процесів; свідомість у такому випадку інертна й не має значення для впливу людини на світ. Можна уявити істоту, котра повторює людську поведінку до найменших деталей, не володіючи при цьому свідомістю. Джордж Страут доводив, що якби свідомості не існувало, люди діяли б точно так само, як і з нею, оскільки їхня діяльність визначається будовою тіла та фізичними процесами в ньому.
Подібні ідеї висловлювалися і в дискусіях щодо фізикалізму в 1970-ті роки. Саул Кріпке як контраргумент стверджував, що для існування людини необхідні позафізичні фактори, інакше не можна було б пояснити здатність до вигадування внутрішньо суперечливих ситуацій, неможливих насправді. Суперечність, отже, вноситься з-за меж матеріального світу. З цією проблемою пов'язана проблема можливості — якщо світ лише матеріальний, то все, що можна уявити, є можливим; а неможливе уявити не можна. Звідси слідує, що якщо філософського зомбі можна уявити, то він можливий. Тоді виходить, що досконала імітація людини, яка б заперечила існування духовного світу, вимагає наявності в людини цієї ж духовної складової. Джозеф Левін вважав це нерозв'язним парадоксом, породжуваним проблемою того, як феноменальне співвідноситься з фізичним. Девід Чалмерс наполягав, що насправді тут має значення, чи можна уявити філософського зомбі істотою, котра володіє свідомістю. Те ж, чи є в істоти свідомість насправді, несуттєве. В уявному експерименті маленькі чоловічки від'єднують мозок від органів чуття і замінюють його собою. Вони сприймають інформацію ззовні та відповідно рухають тіло так, ніби мозок в ньому є. Тоді можна уявити, що людина має свідомість, хоча насправді її свідомість відсутня. Каталін Балог пропонувала такий уявний експеримент: нехай десь існує світ з точними двійниками всіх людей, в тому числі філософів, які виконують точно всі ті самі дії, що й оригінали; хоча їхні дії ідентичні, двійники не можуть вважатися такими, що мають свідомість, бо всі їхні дії зумовлені діями оригіналів. Вони стверджують, що фізикалізм хибний, але в їхньому світі він істинний. Тоді їхнє висловлювання було б неможливим, а отже хибний і аргумент уявності, за яким все, що можна уявити, можливо.

## Типи
Виділяється кілька типів філософських зомбі. Вони розрізняються за ступенем схожості з «нормальними» людськими істотами та застосовуються в різних уявних експериментах.
- «Біхевіоральний зомбі» (англ. Behavioral zombie) поведінкою не відрізняється від людини і все ж не має ніякого свідомого досвіду.
- «Неврологічний зомбі» (англ. Neurological zombie) має людський мозок та володіє іншими рисами, що фізично не відрізняється від людини; однак, у нього немає ніякого свідомого досвіду.
- «Бездушний зомбі» (англ. Soulless zombie) не має душі, але в іншому повністю схожий на людину; це поняття використовується, щоб з'ясувати, що могла б означати душа.

Однак філософський зомбі перш за все розглядається в контексті аргументів проти фізикалізму (або функціоналізму) взагалі. Таким чином, під філософським зомбі, як правило, розуміється істота, яка фізично не відрізняється від «нормальної» людини, але відчуває нестачу у свідомому досвіді.